# Romuald Boco
Romuald Boco (* 8. Juli 1985 in Bernay, Frankreich) ist ein französisch-beninischer Fußballspieler. 

## Karriere

### Verein
Boco wurde als viertes von fünf Kindern von Paul, einem Beniner, der zum Studium nach Frankreich kam, und Elizabeth, einer Französin, geboren. Er wuchs in der Region Picardie auf und spielte in den Jugendakademien von Lens, Amiens und Valenciennes, bevor er nach Niort kam. Dort rückte er 2003 in die erste Mannschaft auf, ohne sich allerdings durchsetzen zu können. 2005 wechselte er nach England zu Accrington Stanley, das zu diesem Zeitpunkt in der Football Conference National spielte. Mit 20 Jahren wurde er sofort zum Stammspieler bei Accrington und verhalf dem Klub zum erstmaligen Aufstieg in die Football League Two 38 Jahre nach der Neugründung.
Boco war es auch, dem am 12. August 2006 gegen den FC Barnet die ersten beiden Treffer für Accrington 44 Jahre nach dem Rückzug aus dem League Football gelangen. Wegen einer bei einem Länderspiel erlittenen Verletzung fiel Boco von November bis Mitte Januar zweieinhalb Monate aus. Am Saisonende stand Accrington auf dem 20. Tabellenplatz und konnte damit die Spielklasse halten, der Beniner wurde von den Fans des Vereins zu Stanley’s Young Player of the Year gewählt. In der Winterpause der Saison 2007/08 wechselte Boco zum irischen Erstligisten Sligo Rovers. Dort spielte er bis zum 24. Februar 2010 und wurde dann an Football League Two Verein Burton Albion ausgeliehen. Dort spielte er bis zum Saisonende 2010/2011 in acht Spielen, bevor er Ende Mai 2010 nach Irland zurückkehrte. Nach einem halben Jahr bei Sligo, wurde er erneut ausgeliehen und ging für ein Jahr in die Chinese Super League zu Shanghai East Asia. Dort kam er bis Ende Dezember 2011 zu 22 Einsätzen und erzielte 1 Tore, bevor er zu Sligo Rovers zurückkehrte. Am letzten Tag der Sommertransferperiode verließ er Irland und wechselte zurück zu Accrington Stanley, wo er einen Vertrag bis 30. Juni 2013 unterschrieb.

### Nationalmannschaft
Nach eigenem Bekunden spielten mögliche Länderspiele für den Benin bis zu seinem 18. Lebensjahr keine Rolle für ihn, er fühlte sich als Franzose.

„It wasn't always my dream to play for Benin because I had always been in France so that's who I supported. But my attentions turned to Benin when I was 18.“

2004 stand Boco erstmals im Aufgebot des Heimatlandes seines Vaters. Bei der Afrikameisterschaft 2004 in Tunesien gehörte er dem 23-köpfigen Aufgebot an und stand beim Vorrundenaus in den ersten beiden Partien in der Stammformation. Ein Jahr später spielte er mit der U20 des Benin bei der Junioren-Fußballweltmeisterschaft 2005 in den Niederlanden. Boco führte seine Mannschaft als Kapitän an, musste allerdings nach zwei Unentschieden und einer knappen Niederlage gegen den Gastgeber bereits nach der Vorrunde wieder abreisen. In der Folgezeit gehörte der als King of Benin verehrte Boco zum Stammpersonal der A-Nationalmannschaft. In der Qualifikation zur Weltmeisterschaft 2006 war er ebenso Stammspieler wie in der Qualifikation für die Afrikameisterschaft 2008. Während man 2006 als Gruppenletzter noch chancenlos war, belegte man 2008 überraschend den zweiten Platz, noch vor WM-Teilnehmer Togo, und qualifiziert sich damit zum zweiten Mal nach 2004 für eine Afrikameisterschaft. Für die Afrikameisterschaft 2008 in Ghana gehört der zeitweilige Mannschaftskapitän unter Trainer Reinhard Fabisch zum Stammpersonal und war einer der wichtigsten Spieler des Benin, konnte aber das Vorrundenaus nicht verhindern.